# Faro de Punta Europa
El Faro de Punta Europa (en inglés:Europa Point Lighthouse) es uno de varios faros en Gibraltar. Tiene una ubicación estratégica: en Punta Europa, en el territorio británico de ultramar de Gibraltar, y en el extremo sur de la península ibérica, en la entrada al mar Mediterráneo. La torre cilíndrica está pintada de blanco, con una banda ancha horizontal roja en el centro. Construido en 1841, el faro se activó en el extremo sur del Peñón de Gibraltar, fue completamente automatizado en 1994, y es gestionado por  Trinity House. También conocido como el Faro Trinity y la Torre Victoria, el Faro de Punta Europa, tiene un diseño clásico británico, siendo construido por primera vez en 1838. Sir Alexander George Woodford (1882/70 ), gobernador y Comandante en Jefe de Gibraltar, colocó la primera piedra de los cimientos del faro el 26 de abril de 1838, con la ayuda de la Orden masónica de Gibraltar.